# Vario LF2/2 IN
VarioLF2/2 IN – typ przegubowego, częściowo niskopodłogowego tramwaju, produkowanego od 2013 roku przez czeskie firmy Pragoimex, Krnovské opravny a strojírny oraz VKV Praha (konsorcjum Aliancí TV Team).

## Konstrukcja
Vario LF2/2 IN to dwukierunkowy, dwuczłonowy wagon silnikowy, którego konstrukcja wywodzi się z modelu Vario LF2 plus. Po obu stronach wagonu umiejscowiono czworo drzwi, przy czym do kabiny motorniczego prowadzą drzwi jednoczęściowe, a do przedziału pasażerskiego drzwi dwuczęściowe. Nadwozie tramwaju opiera się na trzech dwuosiowych wózkach napędowych, zasilanych silnikami asynchronicznymi. Wyposażenie elektryczne dostarczyła firma Škoda Electric. W stosunku do poprzednika zmodyfikowano wygląd przodu oraz tyłu wagonu: czoła projektu arch. Pelikána zastąpiono czołami zaprojektowanymi przez firmę PO architekti dla tramwaju EVO2.

## Eksploatacja
| Państwo | Miasto | Artykuł | Typ           | Lata dostaw | Liczba szt. | Numery taborowe | Uwagi | Źródło |
| ------- | ------ | ------- | ------------- | ----------- | ----------- | --------------- | ----- | ------ |
| Czechy  | Pilzno | artykuł | VarioLF2/2 IN | 2013–2014   | 4           | 361–363, 366    |       | [ 2 ]  |

Firma Plzeňské městské dopravní podniky podpisała w 2011 r. z konsorcjum Pragoimex umowę ramową na dostawę 13 tramwajów Vario LFR.S oraz 5 dwukierunkowych wagonów przegubowych, którym w późniejszym czasie nadano oznaczenie VarioLF2/2 IN. Przedsiębiorstwo PMDP planowało zakupić wagony LF2/2 IN w celu ich wykorzystania w dwukierunkowym ruchu, np. w przypadku zamknięcia pętli tramwajowej  (wcześniej wykorzystywano połączone tyłami wagony typu T3, gdyż miasto nie dysponowało wystarczającą liczbą dwukierunkowych wozów KT8D5R.N2P). Oprócz tego planowano skierować tramwaje tego typu do obsługi linii nr 1, na której kursowały już tramwaje typu Škoda 03 T, posiadające podobną liczbę miejsc siedzących oraz długość nadwozia.
Pierwszy wagon o numerze 361 dostarczono do Pilzna we wrześniu 2013 r., 3 października miała miejsce pierwsza jazda próbna, a testowa eksploatację w ruchu liniowym trwała od 21 października do 12 listopada 2013 r. Do czasu uzyskania homologacji tramwaj pozostawał własnością firmy Pragoimex. Jeszcze w grudniu tego samego roku dostarczono drugi wagon tego typu. Drugi tramwaj rozpoczął służbę liniową 10 marca 2014 r.